# Rushdi Said
Rushdi Said (رشدي سعيد‎) nasceu em 1920 em Elkolali e ingressou nas universidades de Cairo, Zurique e Harvard. Ele é considerado o pai da Geologia no Egipto.
Ele foi presidente da Organização para a Investigação Geológica e Mineral (1968–1977). Ele desempenhou um papel importante no desenvolvimento desta orginazação, ajudando na descoberta de novas jazidas, após a ocupação do Sinai.